# Calden
Calden település Németországban, Hessen tartományban. Lakosainak száma 7609 fő (2023. december 31.).

## Népesség
A település népességének változása:
| Lakosok száma | 7754 | 7550 | 7503 | 7592 | 7609 |
|               | 2017 | 2019 | 2021 | 2022 | 2023 |